# 大阪はびきの医療センター
大阪はびきの医療センター（おおさかはびきのいりょうセンター）は、 大阪府羽曳野市にある医療機関・病院。
本項では前身機関である「大阪府立結核療養所羽曳野病院」「大阪府立羽曳野病院」「大阪府立呼吸器・アレルギー医療センター」についても記述する。

## 概要
呼吸器疾患とアレルギー疾患に主軸を置いた内科、外科、小児科、皮膚科、眼科と、それらに加えて循環器科、消化器科および産婦人科を併せ持った医療を行っている。
呼吸器・アレルギー性疾患、肺がん、感染症の大阪府域の中核的役割を果たし、地域医療の基幹病院としての役割も果たしている。

## 沿革

### 大阪府立結核療養所羽曳野病院
- 1952年12月-大阪府立結核療養所羽曳野病院として開院。
- 1973年8月-新病棟竣工。結核病床808床、一般病床192床となる。呼吸器集中治療室を設置

### 大阪府立羽曳野病院
- 1976年4月-大阪府立羽曳野病院と改称し、結核・免疫アレルギーの基幹病院となる。
- 1985年3月-放射線治療棟にて診療開始。
- 1992年 - 1994年- 循環器内科、消化器内科の診療を開始し、診療機能の充実を図る。
- 1998年3月-外来リニューアルオープン
- 2001年3月-結核外来棟の診療開始。
- 2003年4月- 診療科の名称を変更。
- 2004年4月-結核病床200床、一般病床440床（集中治療室6床）となる

### 大阪府立呼吸器・アレルギー医療センター
- 2003年10月-大阪府立呼吸器・アレルギー医療センターと改称。
- 2006年4月-大阪府病院事業条例が廃止され、病院の運営を大阪府立病院機構に移行。臨床研究部を設置。
- 2008年3月-結核病床100床、一般病床440床となる。
- 2009年3月-結核病床100床、一般病床412床となる。8月-結核病床100床、一般病床400床となる。

### 大阪はびきの医療センター
- 2017年4月-大阪はびきの医療センターと改称。
- 2023年5月-病棟の老朽化などにより、同敷地内に新病院を開院。新病院に移転に伴い、病床数が変更になった。

## 病院機能指定
・地域医療支援病院 
・エイズ治療拠点病院（結核・重症呼吸器感染症を併発したエイズ患者）
・大阪府がん診療拠点病院（肺がん） 
・労災保険指定医療機関
・難治性多剤耐性結核広域圏拠点病院 
・日本医療機能評価機構認定病院（3rdG:Ver.2.0）
・大阪府アレルギー疾患医療拠点病院
・大阪府小児地域医療センター
・第二種感染症指定医療機関
・特定診療災害医療センター
・大阪府肝炎専門医療機関

## 診療科
'一般医療部門外来診療時間'
- 循環器内科
- 産婦人科
- 消化器外科

呼吸器医療部門
- 呼吸器内科
- 肺腫瘍内科
- 呼吸器外科
- 集中治療科

感染症医療部門
- 感染症内科

アレルギー医療部門
- アレルギー内科
- 小児科
- 皮膚科
- 眼科
- 耳鼻咽喉・頭頸部外科

## 不祥事

### 医療機器の再使用
メスなど一度しか使用できない医療機器を、複数の病院が滅菌し再使用していた問題が判明したのを受け、大阪府立病院機構が調査したところ、同機構に属する病院において、推定計約4,600件の再使用があったことが明らかになった。このうち同センターでは1,961件の再使用が判明した。

## 交通アクセス
- 近鉄バス羽曳野線「府立医療センター」下車すぐ（近鉄南大阪線「藤井寺駅」、「古市駅」から「羽曳が丘方面行き」または「四天王寺大学行き」で約10分）